# Anthophagus caraboides
Anthophagus caraboides är en skalbaggsart som först beskrevs av Carl von Linné 1758.  Anthophagus caraboides ingår i släktet Anthophagus, och familjen kortvingar. Arten är reproducerande i Sverige.